# Nalec
Nalec là một đô thị trong tỉnh Lleida, cộng đồng tự trị Cataluña Tây Ban Nha. Đô thị Nalec có diện tích là 9,3 ki-lô-mét vuông, dân số năm 2009 là 98 người với mật độ 10,54 người/km². Đô thị Nalec có cự ly km so với tỉnh lỵ Lleida.